# Рекламная слепота
Рекламная слепота — непреодолимое устаревание определенного вида рекламы, в силу чего происходит снижение его эффективности.
Рекламная слепота — феномен в маркетинговых коммуникациях, при котором потребитель не воспринимает (не видит и не обращает внимание) определенную рекламу или рекламный формат, даже при непосредственном контакте с ними. Обусловлен этот феномен привыканием к определенному формату и типу рекламы, устареванием рекламных носителей. Эффективность такой рекламы стремится к нулевой.
С точки зрения психофизиологии восприятия, рекламная слепота является проявлением дифференциальных защитных реакций организма. «В рамках обучения в процессе деятельности, стимулы ведут к раздражающим и поведенческим ассоциациям, а также к релевантной селекции раздражителей и ориентированной на окружающую среду спецификации поведения», то есть люди могут отличать важные сигналы от шума в беспорядочной среде". В данном случае «релевантная селекция раздражителей» ведет к тому, что в процессе восприятия основного текста пользователь обучается «не видеть и не слышать» рекламу (объявления или другие элементы), отсеивать ее как ненужную информацию и «посторонний шум», даже если конкретная реклама и содержит актуальную для конкретного представителя целевой аудитории информацию.

### История
Понятие «рекламной слепоты» стало формироваться при развитии рекламных технологий, что связано с устареванием ряда маркетинговых коммуникаций и их форматов.
Впервые термин был применен относительно термина Баннерная слепота (вид рекламной слепоты) в 1998 году Дж. Бенвеем и П. Лейном при исследовании эффективности рекламы на сайтах, а в 2014 г. были получены результаты, которые окончательно подтвердили существование «рекламной слепоты». Однако, уже в 1997 году Якоб Нильсен в ходе своего исследования выявил, что пользователи, для того чтобы избежать информационной перегрузки, включают «блокировку» рекламы, то есть они бегло сканируют взглядом страницу (сайта, печатного издания), игнорируя все то, что не относится к их вопросу.
Этапы устаревания и развитие рекламной слепоты рекламных форматов:
- 1997—1999 гг. рекламная слепота газетной рекламы.

- 2005—2010 — рекламная слепота наружной рекламы, листовок, буклетов, рекламы в журналах.

- 2011 — рекламная слепота телевизионной и радиорекламы.

- 2013—2018 — рекламная слепота баннерной рекламы в Интернете, таргетированной рекламы[7].

- 2018—2019 — рекламная слепота видео- рекламы в Интернете[8].

С 2020 г. прогнозируется развитие рекламной слепоты таргетированной и контекстной рекламы.
Наиболее эффективной для преодоления рекламной слепоты в 2019 году стала считаться нативная реклама.

### Альтернативная точка зрения
Множество экспериментов доказывали существование «рекламной слепоты», однако, проведенное в 2015 году исследование под названием «Подлинна ли баннерная слепота? Айтрекинг текстовой интернет рекламы» (Is Banner Blindness Genuine? Eye Tracking Internet Text Advertising) поставило под сомнение эту гипотезу.
В исследовании говорится, что хотя 64 % рекламных объявлений упускаются из виду, 82 % участников все-таки обращали внимание как минимум на одну текстовую рекламу. Таким образом, была выдвинута гипотеза, что возможная причина того, что реклама не воспринимается состоит в плохой памяти и для преодоления «рекламной слепоты» нужно просто создавать более актуальную и запоминающуюся рекламу.
Данная теория опровергается тем, что ранее (десять-двадцать) лет назад запоминаемость рекламы и обращение на нее внимание была значительно выше. Это подтверждает существование феномена «рекламной слепоты», обусловленного «привыканием к рекламе» и ее обилием, что превращает рекламу в «белый шум».

### Последствия
Феномен рекламной слепоты обуславливает смену рекламных носителей, повышает требования к креативности и привлекательности рекламы для целевой аудитории.
Феномен рекламной слепоты обуславливает отказ от традиционных видов рекламы — наружная реклама, листовки, реклама на радио и по телевидению. Последствием рекламной слепоты стала ориентация современной рекламы на Интернет — пространство, что привело к развитию сайтов, рекламы в социальных сетях (SMM), таргетированной, контекстной рекламы, рекламы в блогах и иной интернет-рекламы.
В свою очередь с 2016-17 гг. развивается рекламная слепота и отдельных видов интернет-рекламы.
Рекламная слепота заставляет рекламодателей использовать новые технологии, совершенствовать рекламу, инвестировать в развитие новых рекламных площадок и технологий. Возрастает роль блогеров и социальных сетей в распространении рекламы. Рекламные агентства вынуждены переориентироваться на сотрудничество с новыми рекламными площадками и ресурсами.

### Влияние на общество
В конце XX века реклама оказывала высокое влияние на общество и культуру — существовал феномен формирования общественного мнения, культурных традиций, субкультур (особенно среди подростков и молодежи) под влиянием рекламы. Например, лозунг «Поколение PEPSI» создал целое направление среди молодежи, отразился в музыке и литературе (например, постмодернистский роман В. Пелевина «Generation „П“»).
Рекламная слепота и снижение восприимчивости индивидов к рекламе приводит к сокращению влияния рекламы на культуру и моду; обладание рекламируемым продуктом всё реже воспринимается как необходимое для подчеркивания определенного статуса или принадлежности к какой-либо группе, культуре. Реклама всё больше становится информированием о товаре и информационным поводом напоминания о компании, а не социокультурным феноменом, формирующим тенденции среди молодежи.